# Communauté de communes du Confolentais
Die Communauté de communes du Confolentais ist ein ehemaliger französischer Gemeindeverband mit der Rechtsform einer Communauté de communes im Département Charente in der Region Nouvelle-Aquitaine. Sie wurde am 22. Dezember 1994 gegründet und umfasste 25 Gemeinden. Der Verwaltungssitz befand sich im Ort Confolens.

## Historische Entwicklung
Am 1. Januar 2016 wurden die Gemeinden Confolens und Saint-Germain-de-Confolens zur namensgleichen Commune nouvelle Confolens zusammengelegt. Damit reduzierte sich die Anzahl der Gemeinden von 26 auf 25.
Mit Wirkung vom 1. Januar 2017 fusionierte der Gemeindeverband mit der Communauté de communes de Haute-Charente
und bildete so die Nachfolgeorganisation Communauté de communes de Charente Limousine. 

## Ehemalige Mitgliedsgemeinden
1. Abzac
2. Alloue
3. Ambernac
4. Ansac-sur-Vienne
5. Benest
6. Le Bouchage
7. Brillac
8. Champagne-Mouton
9. Chassiecq
10. Confolens
11. Épenède
12. Esse
13. Hiesse
14. Lessac
15. Lesterps
16. Manot
17. Montrollet
18. Oradour-Fanais
19. Pleuville
20. Saint-Christophe
21. Saint-Coutant
22. Saint-Maurice-des-Lions
23. Turgon
24. Le Vieux-Cérier
25. Vieux-Ruffec